# Stadion 1000-lecia Państwa Polskiego w Zawierciu
Stadion 1000-lecia Państwa Polskiego – stadion piłkarski mieszczący się w centrum Zawiercia. Obiekt jest własnością OSiR Zawiercie. 

## Historia
Stadion został otwarty 1 maja 1966 roku i początkowo miał 16 000 miejsc. 
Na stadionie jest 8 sektorów, z czego 2 są zadaszone. Po drugiej stronie jest także sektor dla przyjezdnych. Posiada 9000 miejsc, z czego 1200 to krzesełka.
Obecnie swoje mecze rozgrywa tam klub piłkarski Warta Zawiercie.